# Гусеничні транспортери НАСА
Missile Crawler Transporter Facilities, відомі в НАСА просто як crawler-transporters (що значить «гусеничні транспортери»), скорочено CT-1 і CT-2, — два надважкі гусеничні транспортні засоби, які використовуються для транспортування ракет-носіїв від будівлі вертикального збору (англ. Vehicle Assembly Building, VAB) до Стартового комплексу 39.
Транспортери були розроблені та виготовлені компанією Marion Power Shovel Company з використанням деяких компонентів, створених Rockwell International. Вартість склала 14 млн доларів США (це еквівалентно 128,5 млн доларів США у 2022 році) за кожен транспортер.
Після побудови гусеничні транспортери НАСА стали найбільшими автономними наземними транспортними засобами у світі, поки у 2013 році їх не перевершив китайський надважкий гусеничний кран — XGC88000. Хоча існують і значно більші транспортні засоби, як-от роторний екскаватор Bagger 288, драглайн Big Muskie або механічна лопата Marion 6360 (The Captain), але вони живляться від зовнішніх джерел.
Космічний центр імені Кеннеді використовує транспортери з 1965 року. Зараз вони мають прізвисько «Ганс і Франц» на честь персонажів шоу «Saturday Night Live», пародійних бодібілдерів. За своє життя машини подолали понад 5500 км, що приблизно дорівнює відстані від Маямі до Сіетла. 21 січня 2000 року обидва транспортери були додані до Національного реєстру історичних місць США.

## Технічні характеристики

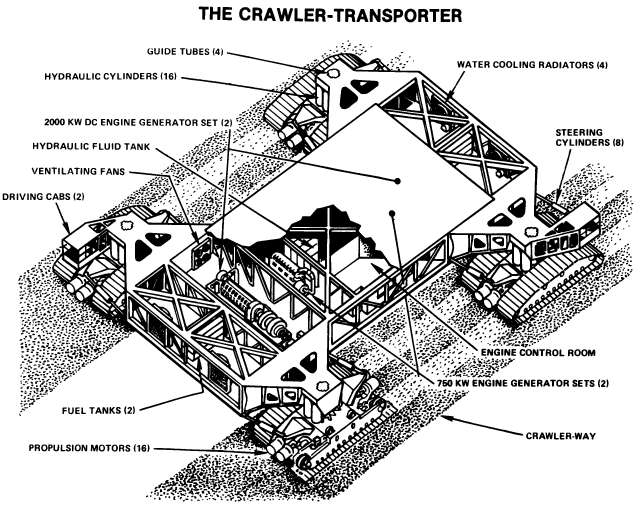
Схема транспортера.

Гусеничний транспортер має масу 2721 т, довжину 40 м і ширину 35 м. Висота від рівня землі до платформи регулюється від 6,1 до 7,9 м (тобто від 20 до 26 футів), кожну сторону можна піднімати й опускати незалежно від іншої. Машину обладнано вісьмома гусеницями, по дві на кожному куті. Кожна гусениця має 57 траків вагою по 900 кг.
У VAB ракета перебуває у зібраному вигляді на мобільній пусковій платформі (англ. mobile launcher platform, MLP). Транспортер заїздить під MLP і підіймає свою вантажну платформу, завантажуючи мобільну платформу на себе. Під час руху до стартового майданчика двигун транспортера забезпечує енергією MLP, включаючи ракету і стартову вежу. Після доставки і встановлення вантажу на місце транспортер від'їздить у безпечне місце і чекає завершення запуску, щоб забрати MLP і повернути його до VAB (або, повернути разом із ракетою, якщо запуск буде скасовано).
Машиною керує команда з майже 30 інженерів, техніків і водіїв, що знаходяться у внутрішній диспетчерській і двох кабінах, розташованих з обох кінців.
Станом на 2003 рік кожен транспортер мав 16 тягових двигунів, які приводяться в дію чотирма генераторами потужністю 1000 кВт (1341 к. с.), які, своєю чергою, живляться двома дизельними двигунами V16 ALCO 251C потужністю 2050 кВт (2750 к. с.). Два генератори потужністю 750 кВт (1006 к. с.), які живляться двома двигунами потужністю 794 кВт (1065 к. с.), використовувалися для підйому вантажу, керування, освітлення та вентиляції, два генератори потужністю 150 кВт (201 к. с.) — для живлення мобільної пускової платформи. У 2014 році на CT-2 встановили потужніші генератори (див. нижче).
Баки містять 19 000 літрів (5000 галонів США) дизельного пального. Машина споживає 296 літрів палива на кілометр.

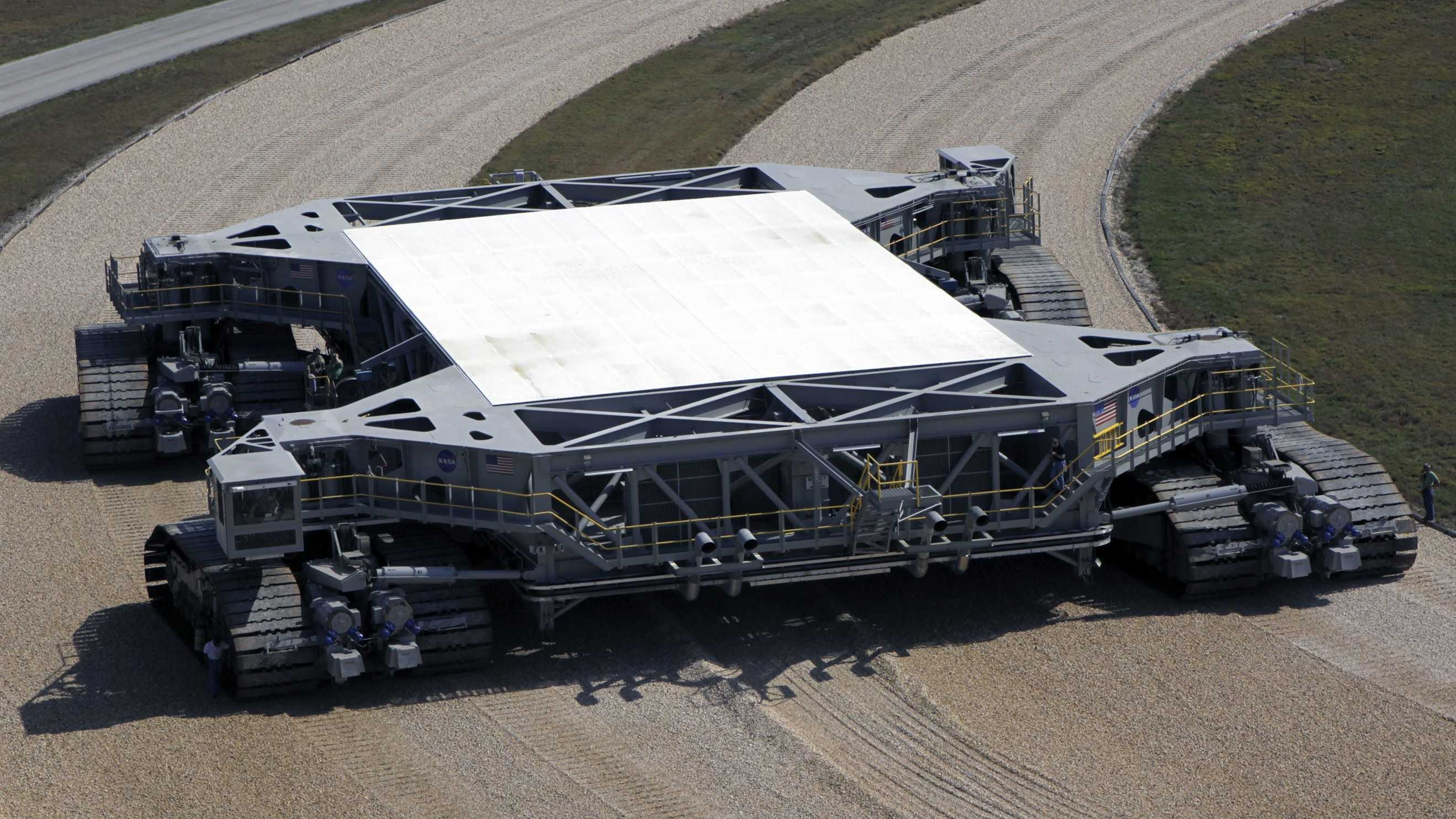
CT-2 на кролервеї.

Транспортери рухаються до LC-39A і LC-39B спеціальними дорогами — «кролервеями» (crawlerway, дослівно «гусеничний шлях») довжиною 5,5 і 6,8 км, відповідно. Максимальна швидкість транспортера становить 1,6 км/год з навантаженням або 3,2 км/год без навантаження (тобто, 1 і 2 милі/год відповідно). Середній час дороги від VAB до стартового комплексу 39 становить приблизно п'ять годин. Глибина кожного кролервея становить 2 метри, і його поверхня покрита каменями з річок Алабама й Теннессі, оскільки цьому матеріалу властивий низький коефіцієнт тертя, що зменшує ймовірність утворення іскор. У 2000 році НАСА розкопало та відновило сегмент кролервея часів програми «Аполлон», щоб забезпечити доступ до High Bay 2 у VAB, що було необхідно для захисту від урагану для трьох шатлів одночасно.
Транспортер використовує лазерну систему наведення та систему вирівнювання, щоб під час руху до місця запуску утримувати мобільну пускову платформу рівно з припустимим нахилом 10 мінут (0,16 градуса, що дає відхилення приблизно 30 см у верхній частині ракети «Сатурн V»). Окрема лазерна система стикування забезпечує високу точність, коли транспортер і мобільна пускова платформа розташовані в VAB або на стартовому майданчику.

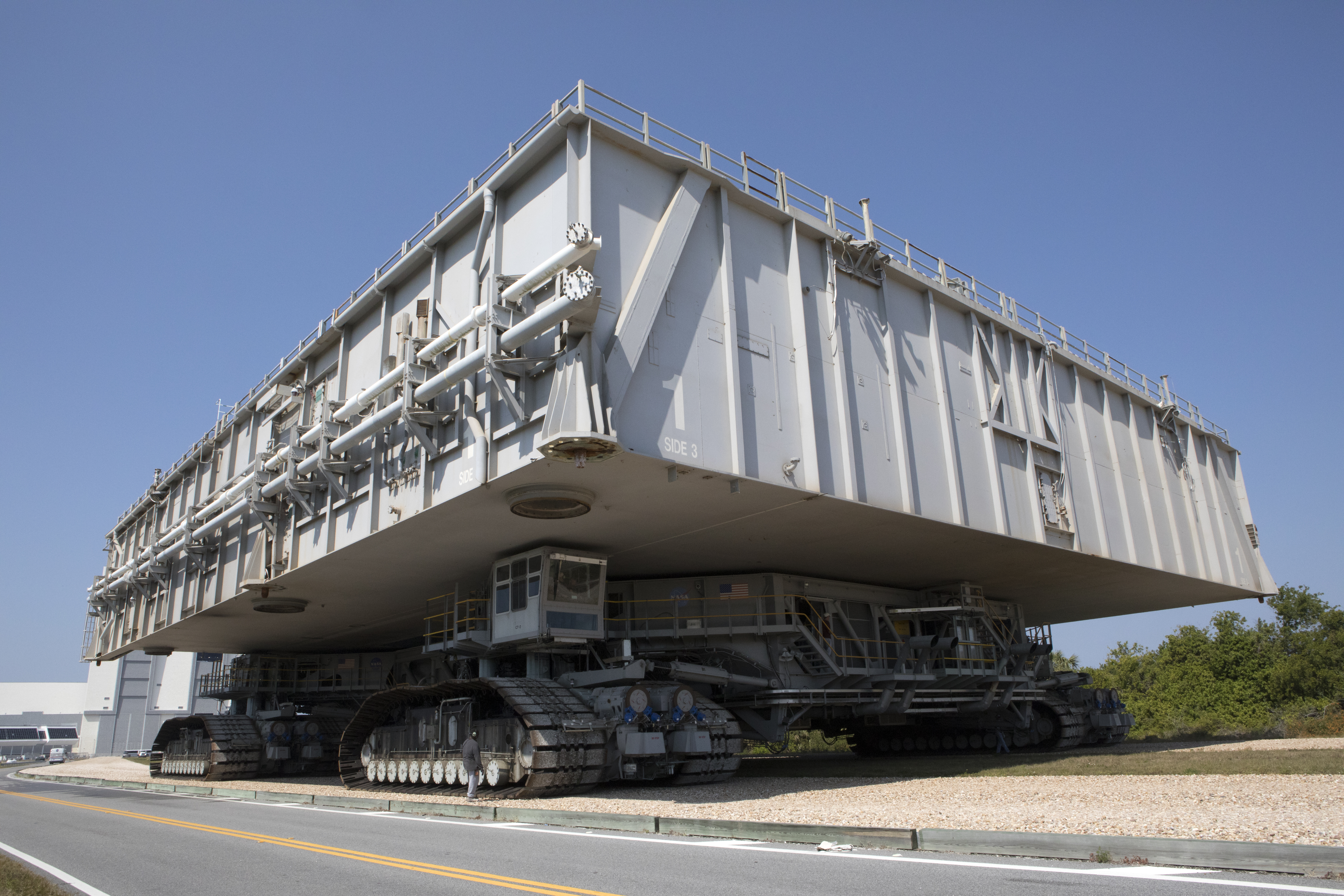
CT-2 із мобільною пусковою платформою.
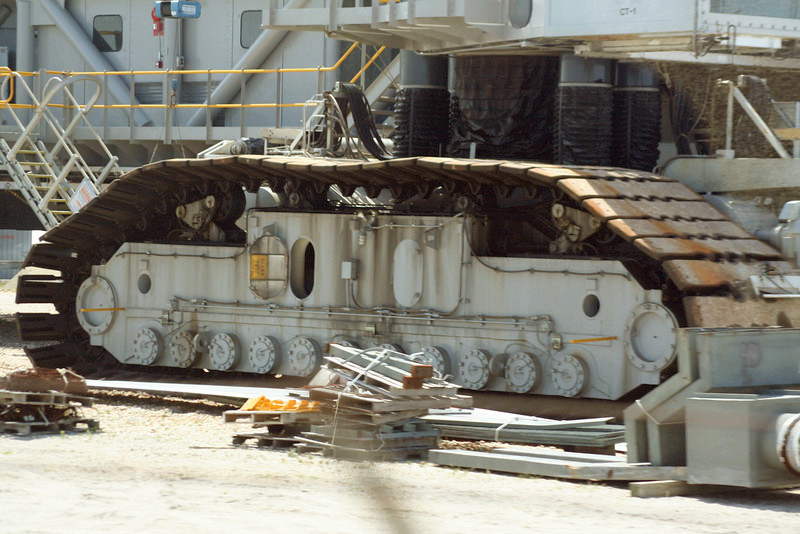
Гусениця одного з транспортерів.
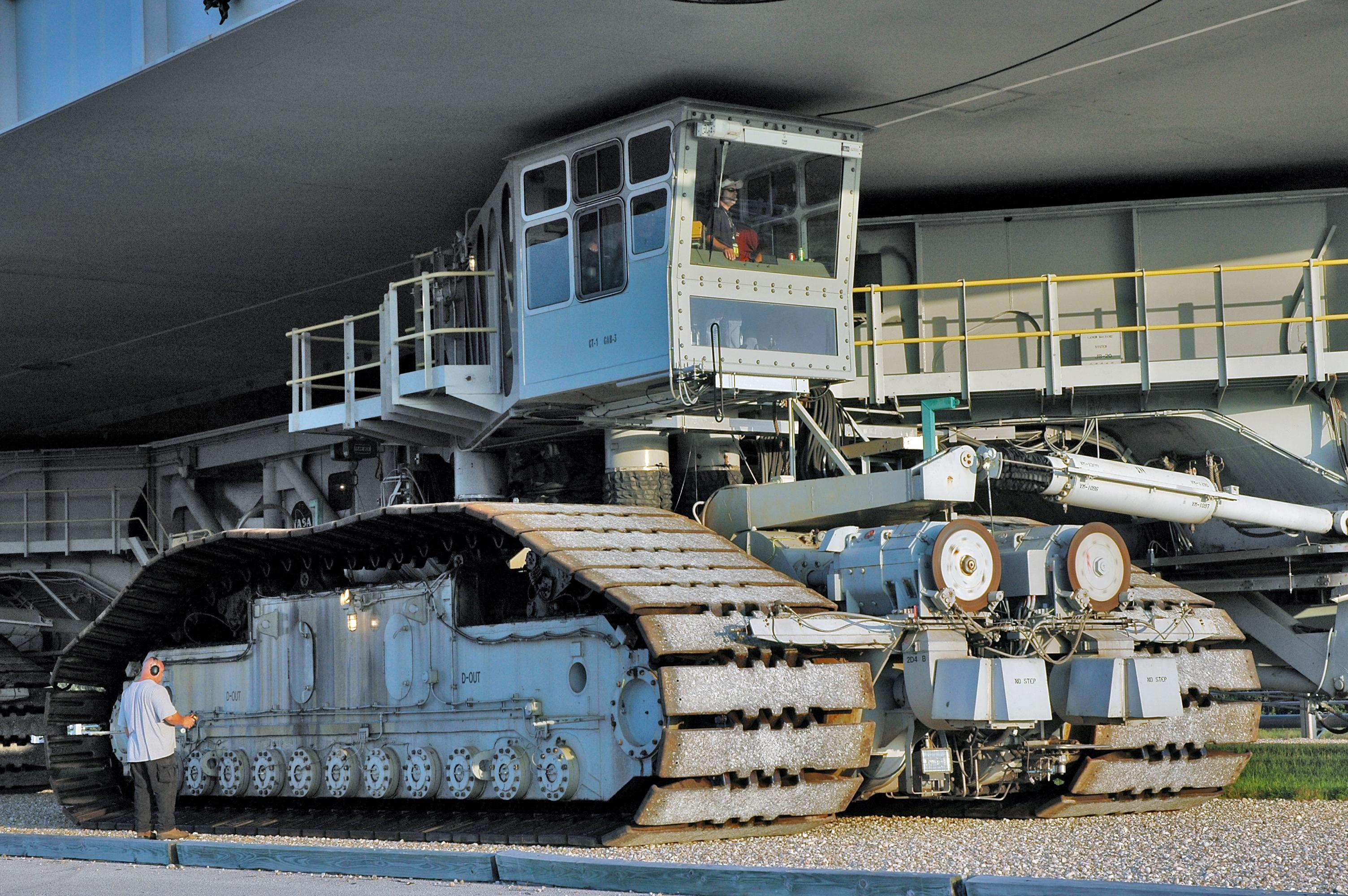
Водійська кабіна.
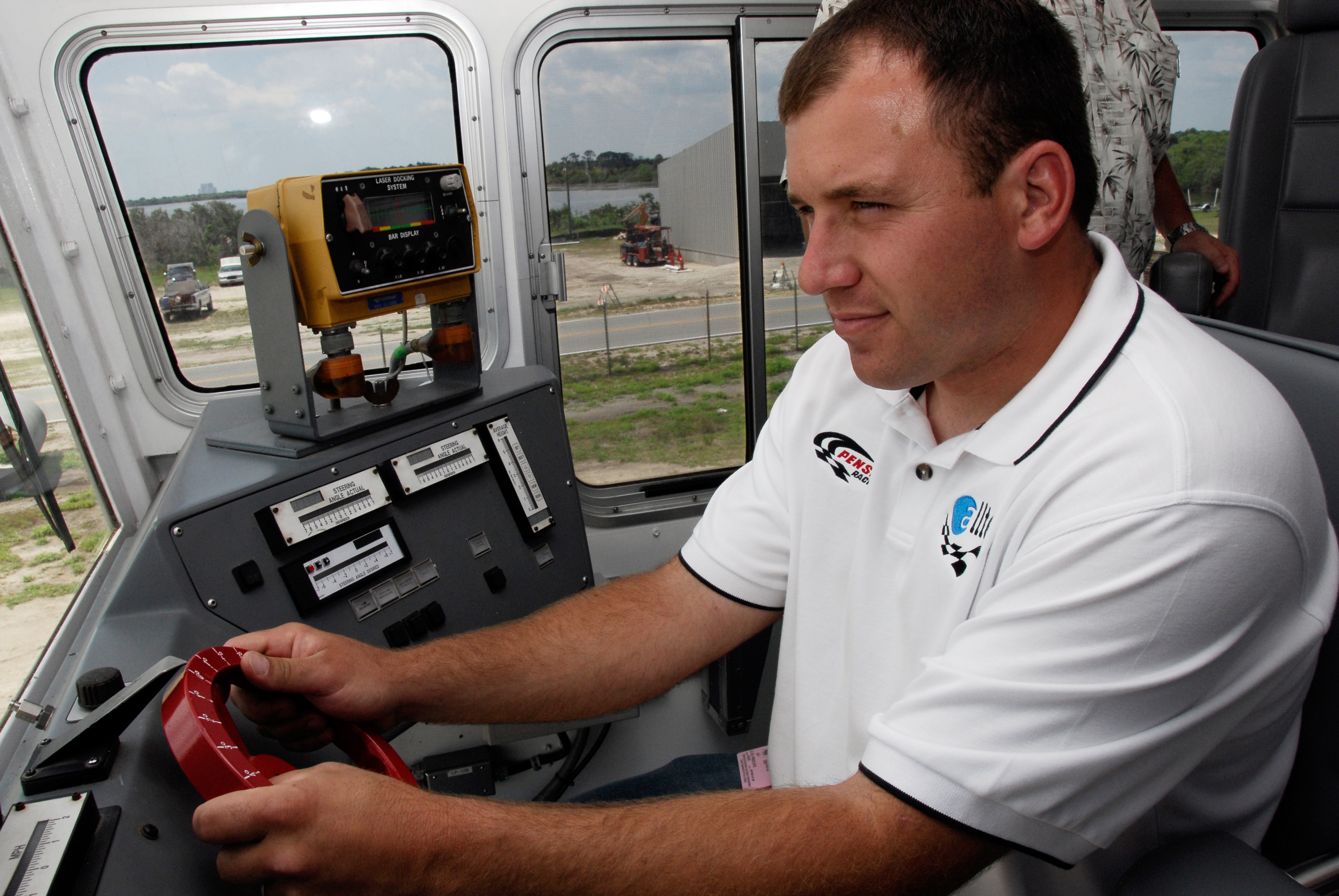
Усередині водійської кабіни[a]
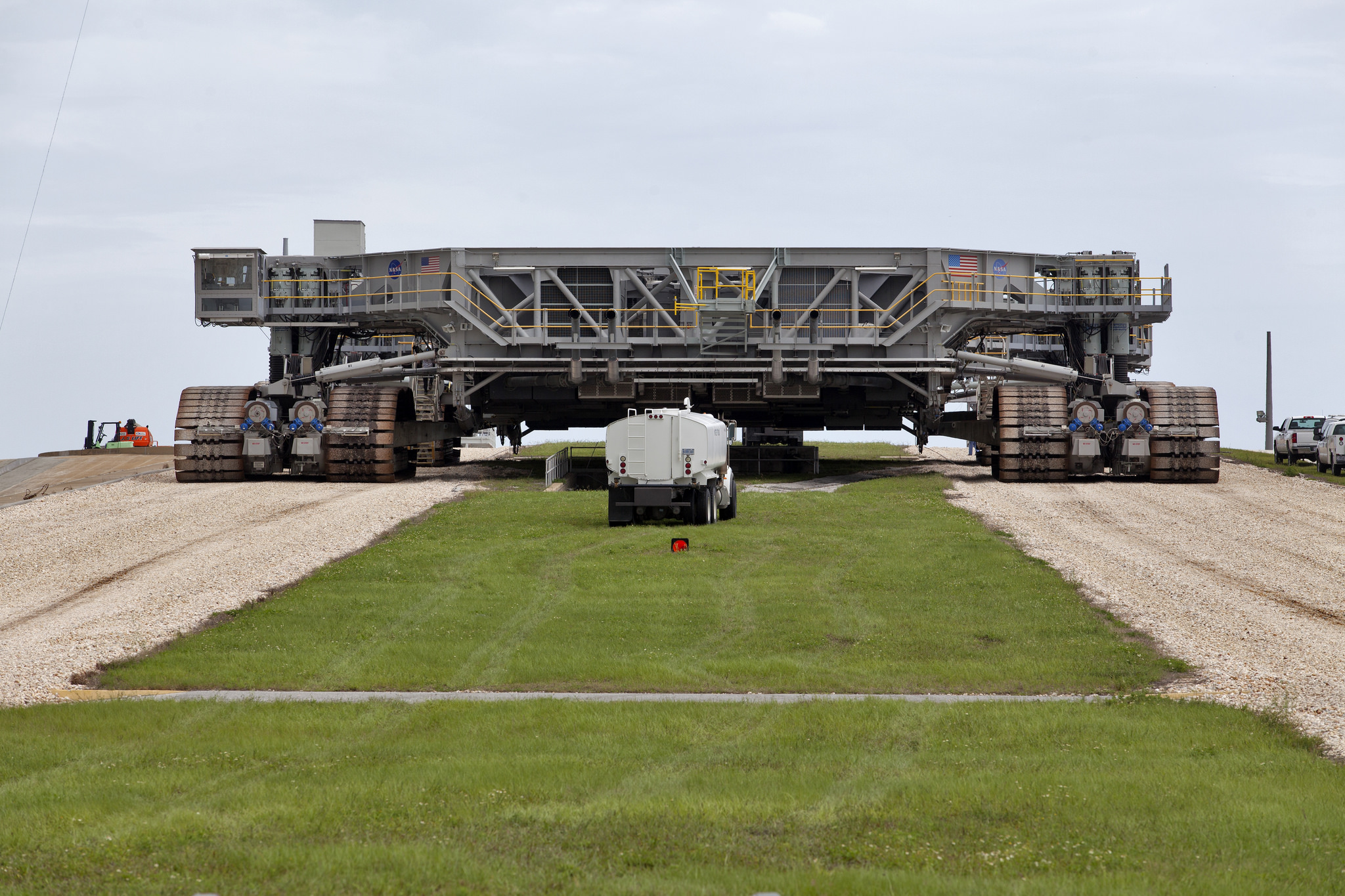
CT-2 повільно рухається по рампі до стартового майданчика 39B для перевірки її придатності.
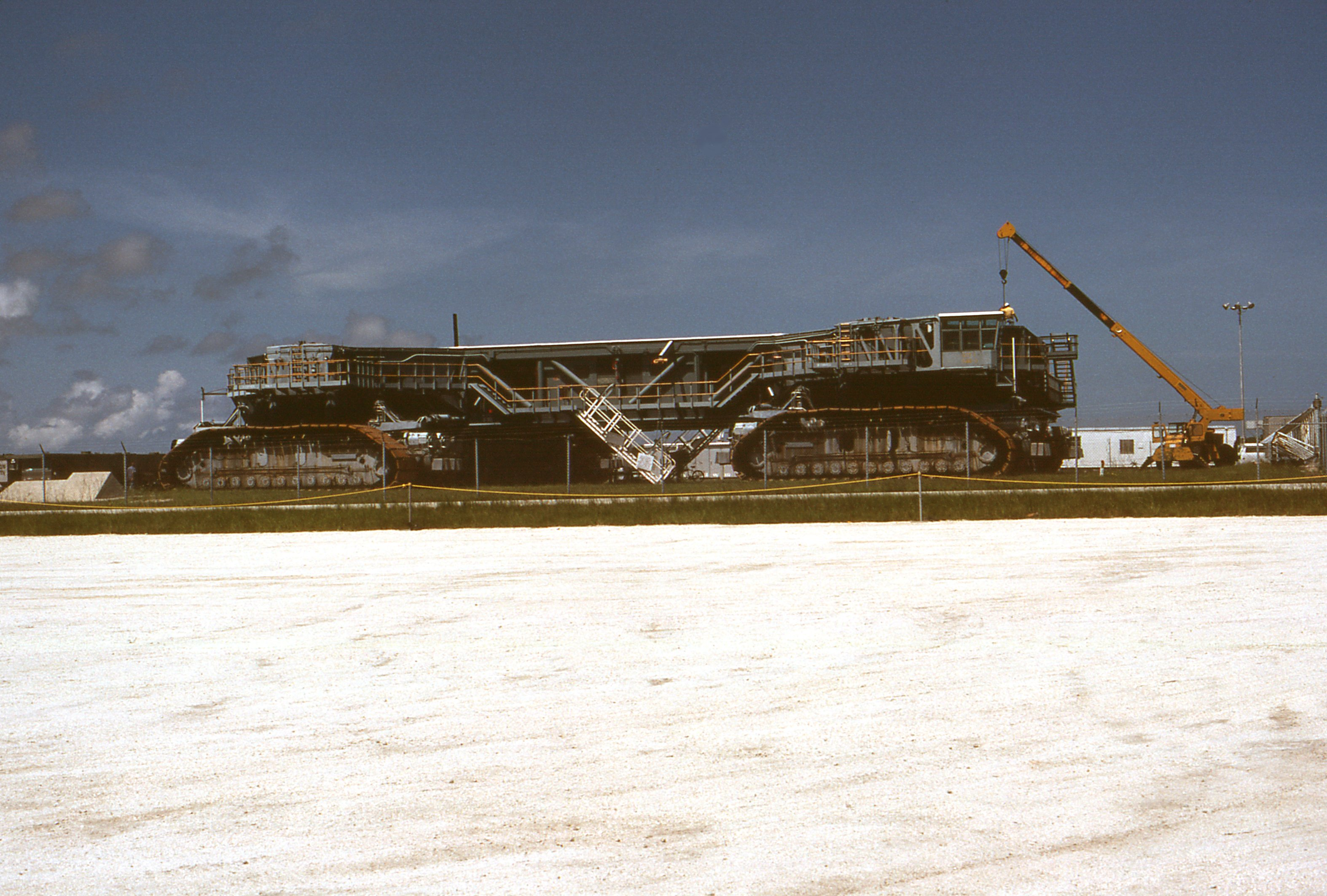
Вигляд збоку.

## Історія

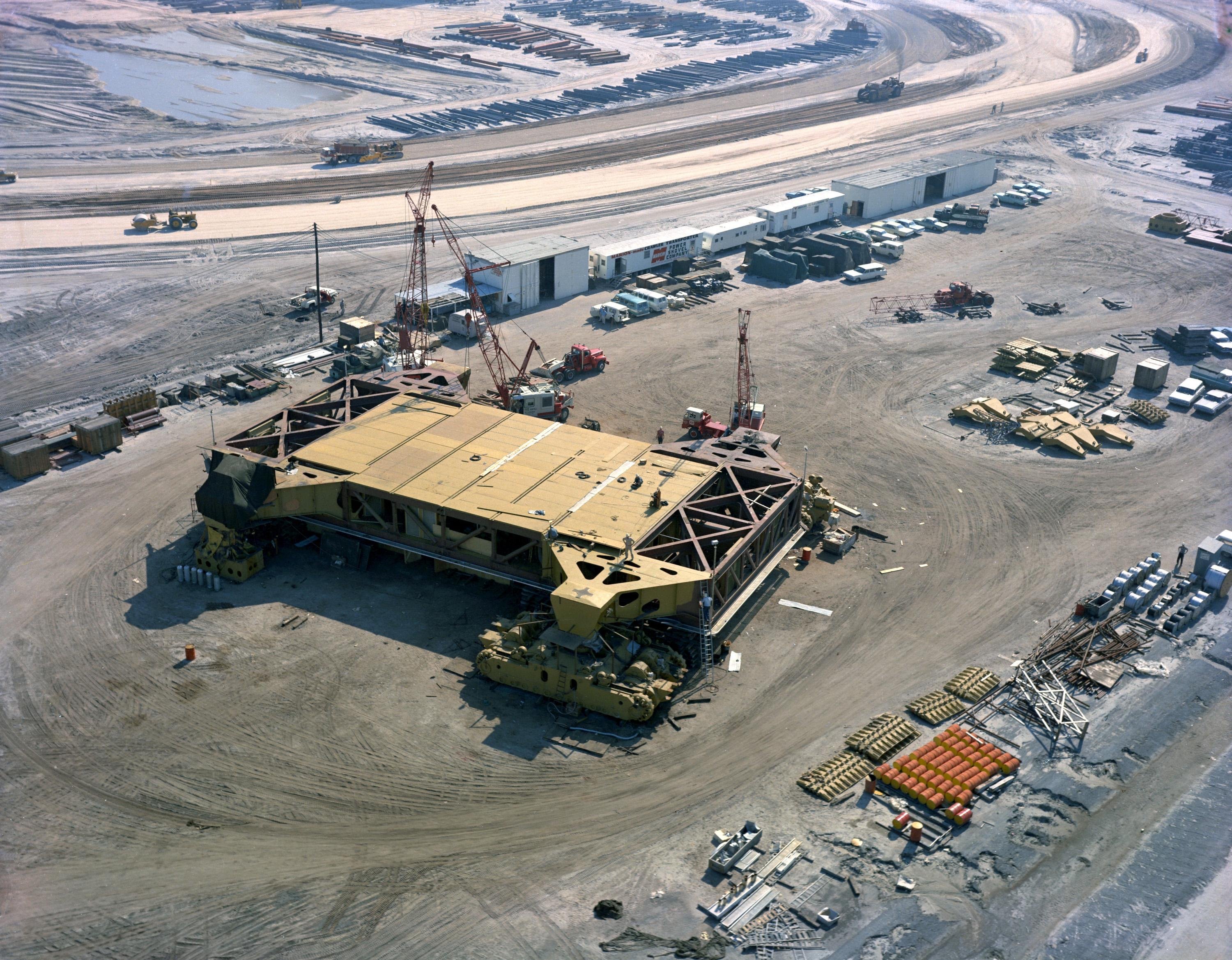
Листопад 1964 року, будівництво CT-1.

У 1961 році президент Кеннеді вирішив, що американські астронавти висадяться на Місяць до кінця десятиліття. Для досягнення цієї мети необхідно було розробити гігантську ракету. Космічний центр Кеннеді, звідки мала стартувати ракета Сатурн V, вирішив збирати та випробовувати її в спеціальному приміщенні та вже готовою транспортувати на стартовий майданчик (до того ракети збирали безпосередньо на стартовому майданчику). Таке рішення було зумовлене розміром і складністю ракети-носія і характером місцевої погоди — Флорида знаходиться у циклононебезпечному районі. Було розглянуто кілька рішень для переміщення зібраної ракети до стартового майданчика на відстань від 5 до 8 кілометрів: зокрема, на баржі, залізницею або автотранспортом. Після року досліджень у 1962 році було вирішено побудувати автономний транспортний засіб, щоб мати можливість відвести його від ракети під час запуску й таким чином уникнути його пошкоджень у разі аварії.
У 1963 році НАСА доручило розробку і будівництво гусеничних транспортерів компанії Marion Power Shovel зі штату Огайо, яка спеціалізується на гірничих машинах. Будівництво розпочалося негайно і завершилося в січні 1965 року. Транспортери вперше були використані 26 серпня 1967 року для транспортування ракети «Сатурн V» місії «Аполлон-4» до стартового майданчика.
Машини використовувалися для транспортування ракет «Сатурн 1Б» і «Сатурн V» під час програм «Аполлон», «Скайлаб» і «Союз — Аполлон». 1 травня 1979 року було здійснено перше транспортування космічного шатла на стартовий майданчик 39A для перевірки сумісності, і з 1981 по 2011 рік транспортери використовувалися для перевезення космічних шатлів.
У 2003 році провели капітальний ремонт транспортерів. Були встановлені нові станції керування двигунами, системи охолодження двигунів, гідронасоси й вентиляція машинного відділення, замінені водійські кабіни.
Crawler-Transporter 2 наразі використовується у програмі «Артеміда», наприклад для транспортування надважкої ракети SLS з завантаженим на неї кораблем «Оріон» від будівлі вертикального збору до стартового майданчика 39B. Для цілей цієї програми CT-2 був додатково модернізований у 2014—2016 роках, щоб збільшити його вантажність із 5400 до 8200 т. Відповідні конструкції транспортного засобу були посилені: встановлені потужніші підшипники, більші гідравлічні циліндри для підйому та вирівнювання шасі, потужніші гальма, також капітально відремонтовано рульові важелі та циліндри керування гусеничними приводами та редукторами приводних двигунів. Старі 8-циліндрові дизель-генератори White Superior потужністю 794 кВт для живлення бортових систем були замінені двома дизель-генераторами Cummins потужністю 1500 кВт. Вдосконалену версію прозвали Super Crawler. НАСА використовувало його для розгортання космічної системи запуску «Артеміда-1» з «Оріоном» для першої генеральної репетиції запуску 17 березня 2022 року та для самого запуску 16 листопада. Планується, що CT-2 працюватиме принаймні до середини 2030-х років.
Crawler-Transporter-1 НАСА планує використовувати для обслуговування комерційних ракет-носіїв. У квітні 2016 року Orbital ATK (з 2020 називається Northrop Grumman Innovation Systems) і НАСА розпочали переговори про оренду CT-1 і одного з чотирьох цехів будівлі вертикального збору. Orbital ATK планувала використовувати транспортер для доставки своєї майбутньої ракети OmegA з будівлі збору на стартовий майданчик 39B. Утім, проєкт OmegA було скасовано у вересні 2020 року.

## Галерея

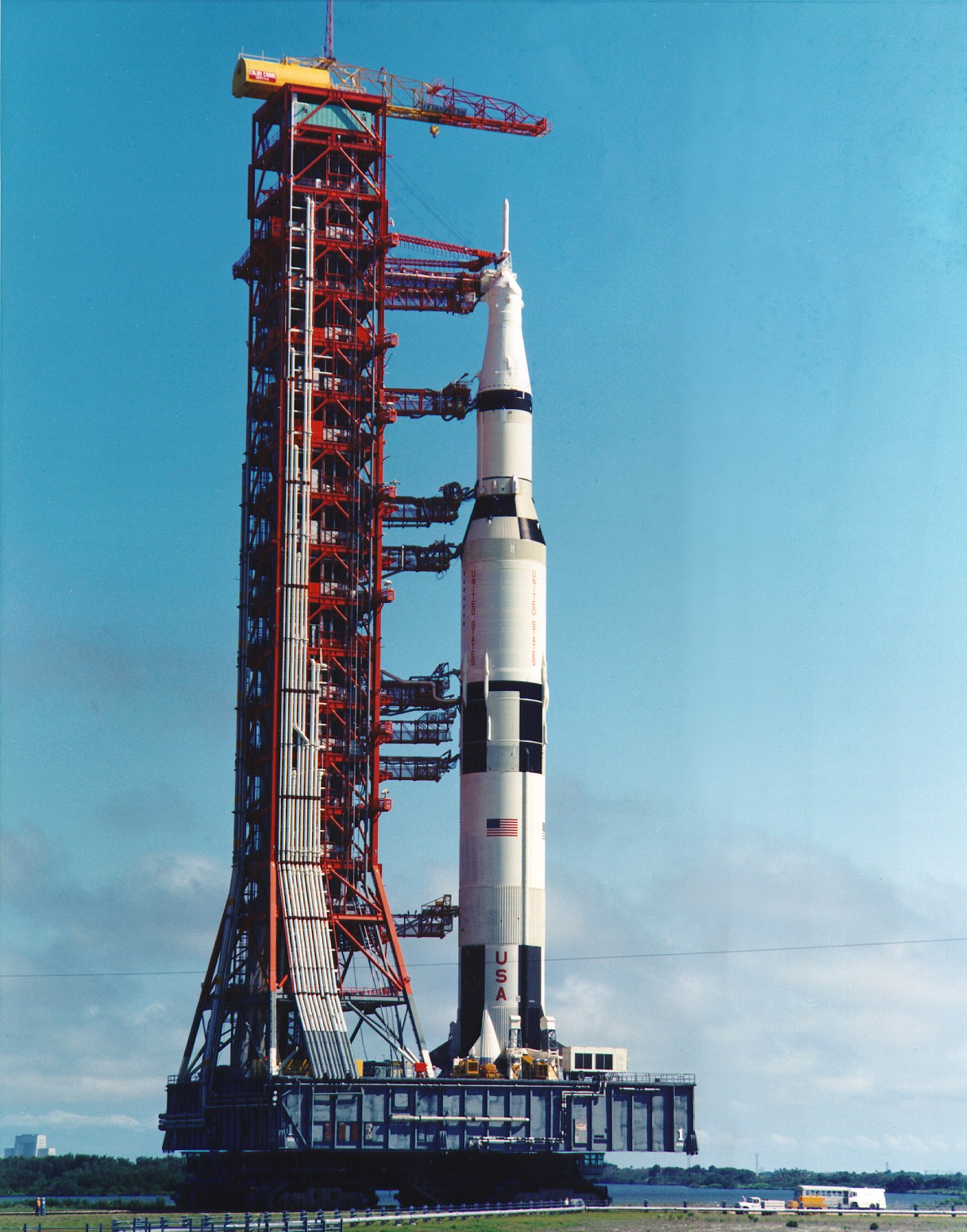
1969 рік, перевезення до стартового майданчика «Сатурна V» — ракети-носія місії «Аполлон-11».
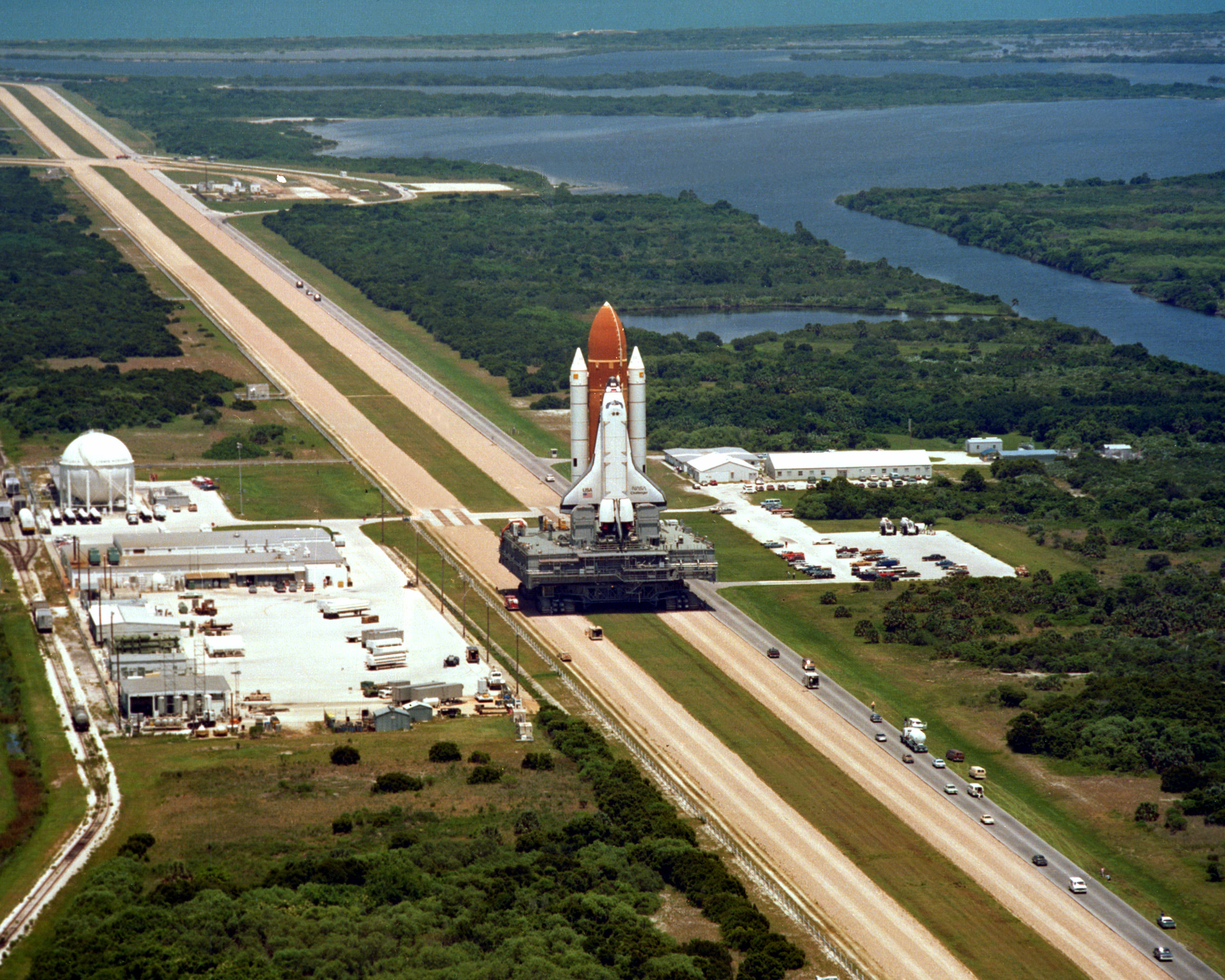
Грудень 1985 року, доставка шатла «Челленджер» до місця його десятого (й останнього) запуску.
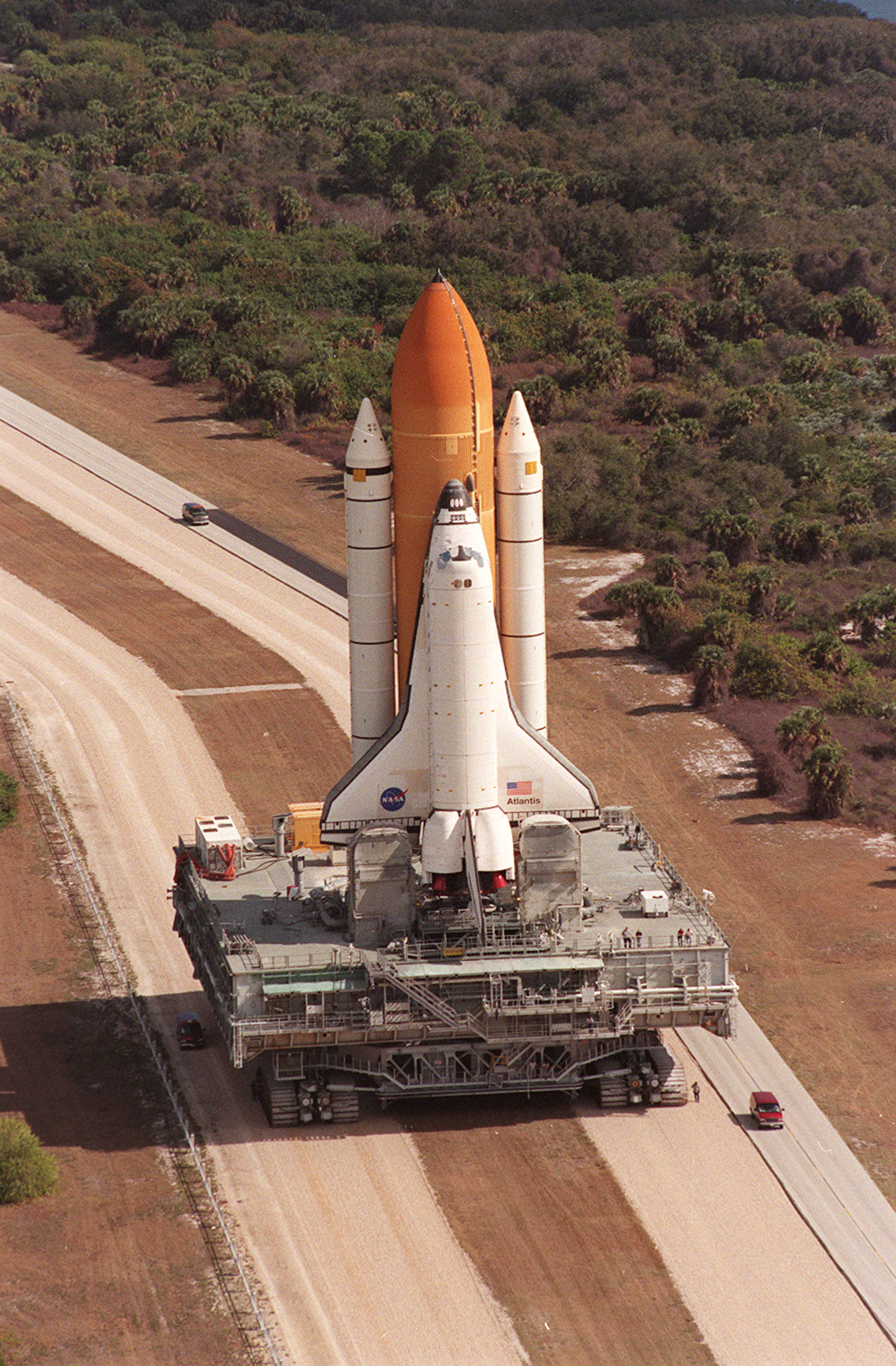
2001 рік, шатл «Атлантіс» повертається до VAB після скасування STS-98.
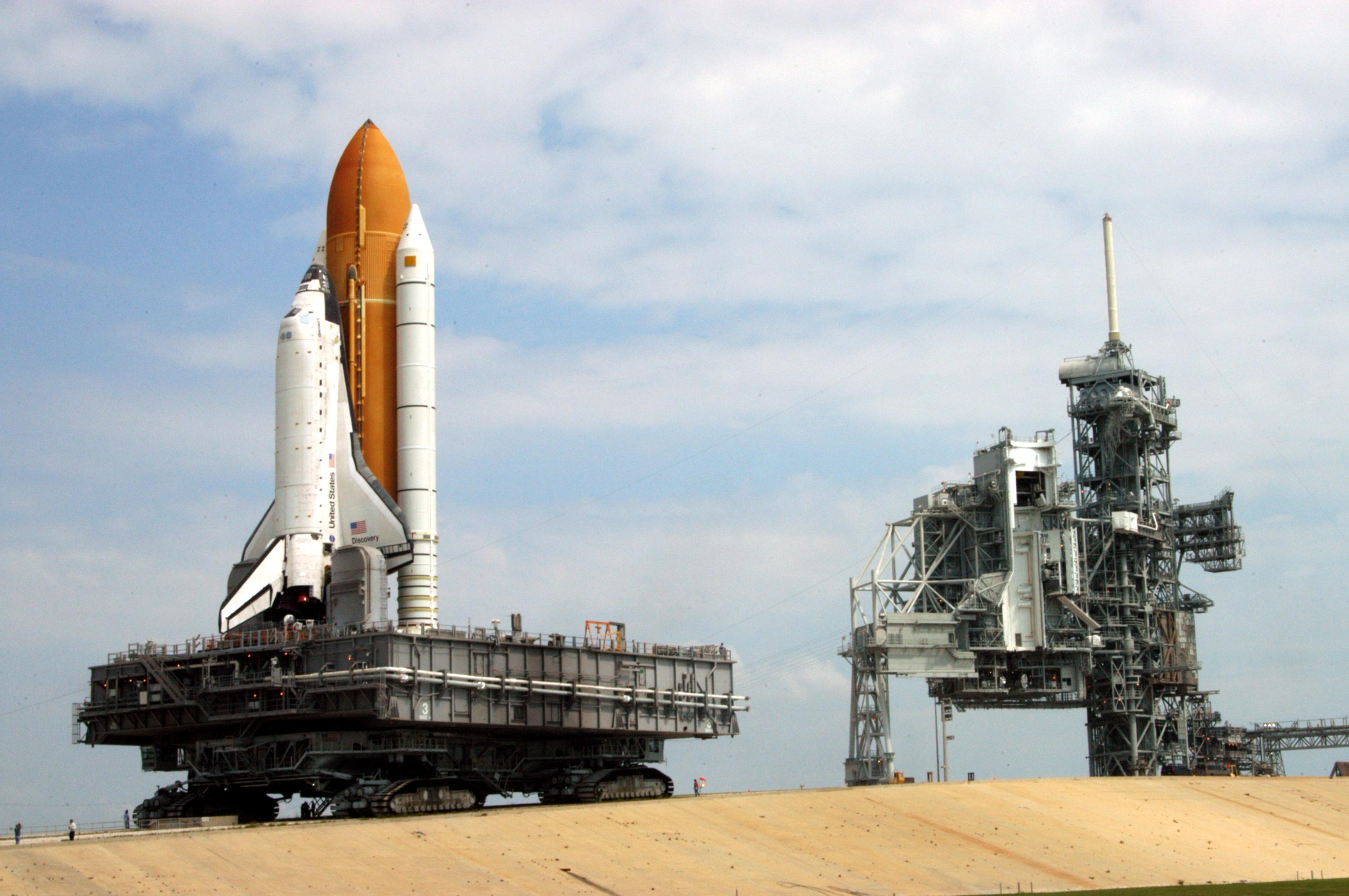
2005 рік, транспортування шатла «Діскавері».
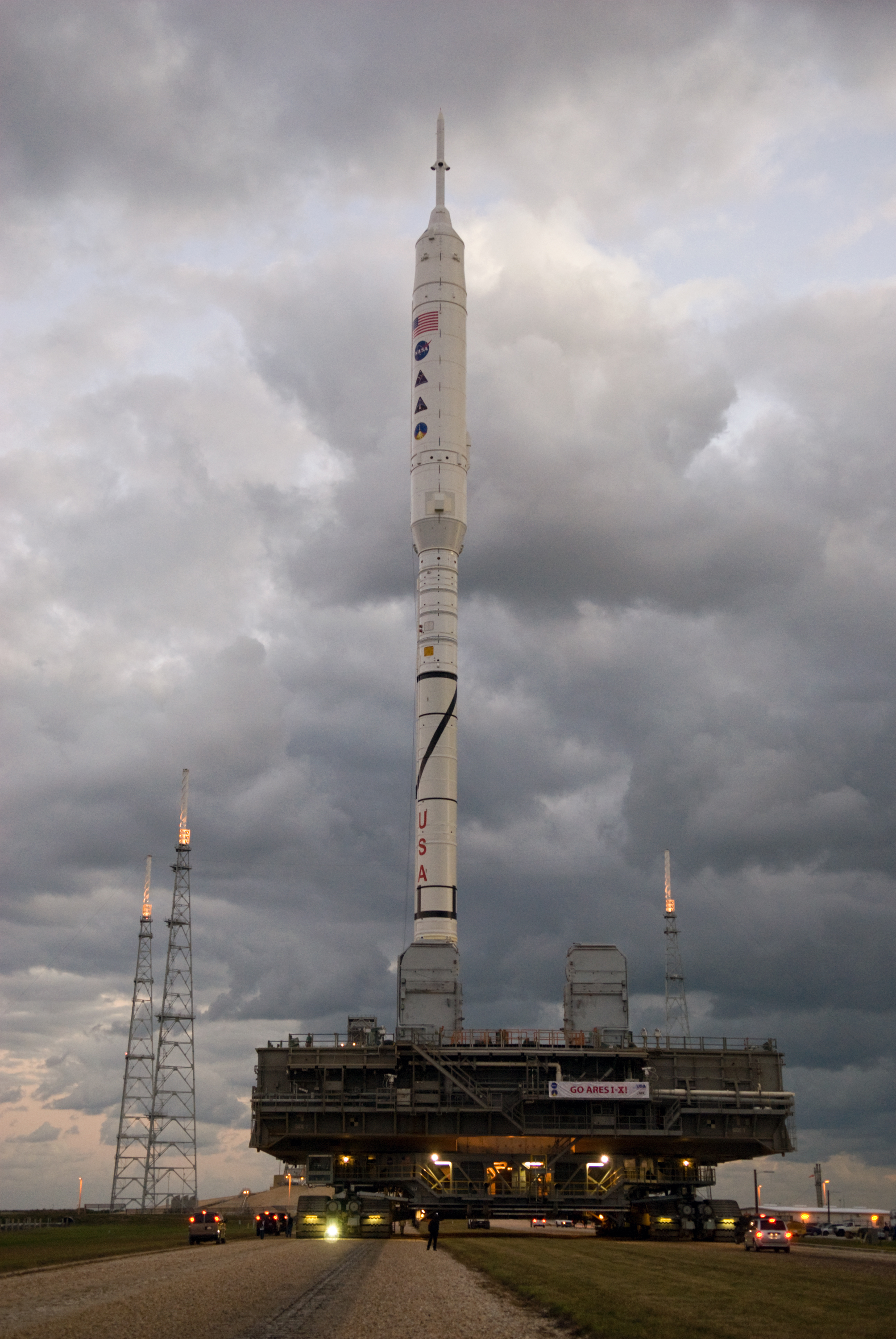
2009 рік, транспортер везе ракету «Арес I» перед початком випробувань «Арес I-Х».
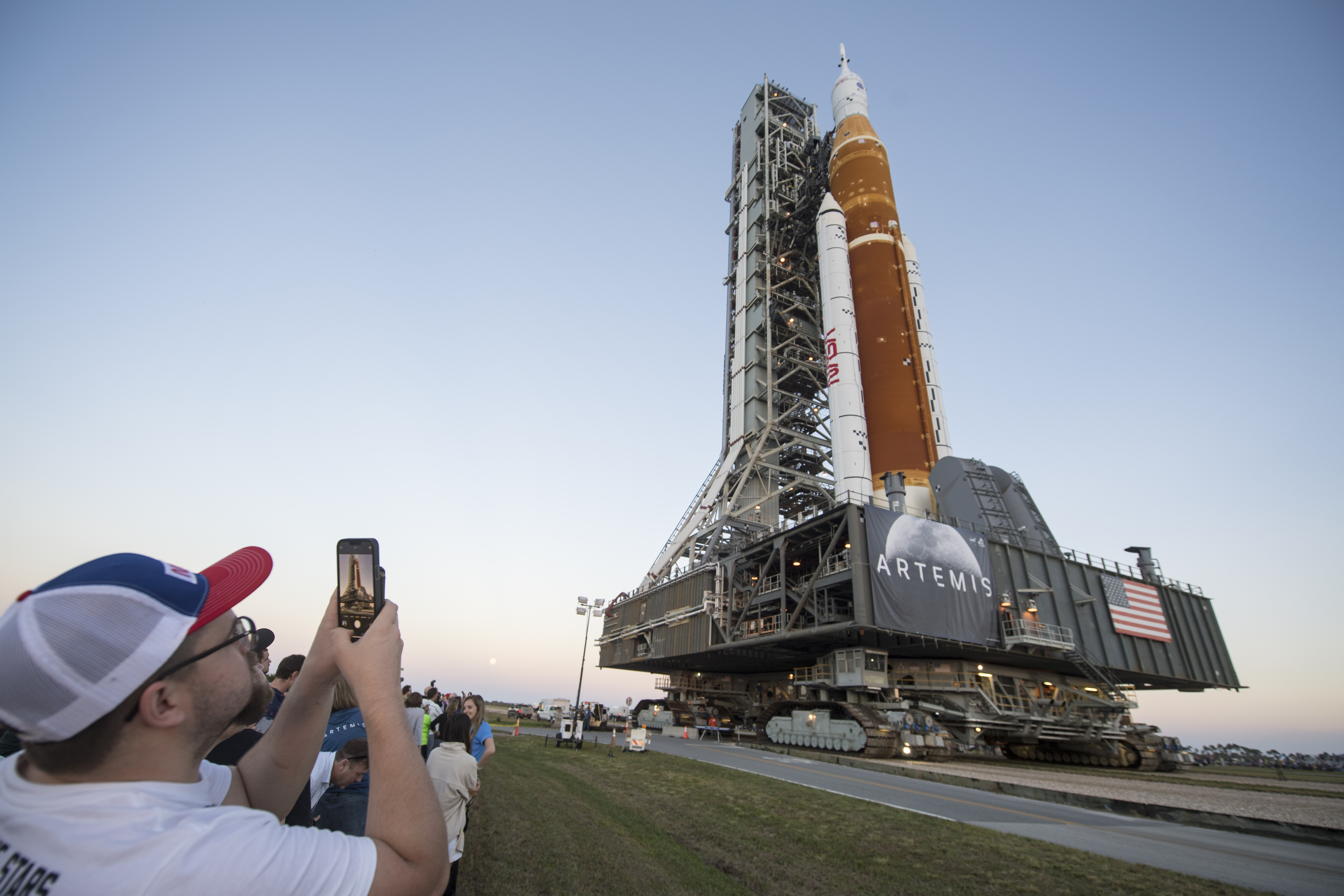
2022 рік, CT-2 з SLS і космічним кораблем «Оріон».